# Hoàng Phi Hồng: Bí ẩn một huyền thoại
Hoàng Phi Hồng: Bí ẩn một huyền thoại (tiếng Trung: 黃飛鴻之英雄有夢, tiếng Anh: Rise of the Legend, Hán-Việt: Hoàng Phi Hồng: Anh hùng hữu mộng) là một bộ phim điện ảnh Hồng Kông – Trung Quốc thuộc thể loại hành động – võ thuật – tiểu sử công chiếu vào năm 2014 do Chu Hiển Dương làm đạo diễn với phần kịch bản do Đỗ Trí Lãng chắp bút. Được dựa trên cuộc đời của Hoàng Phi Hồng, bộ phim có sự tham gia diễn xuất của các diễn viên chính gồm Bành Vu Yến, Hồng Kim Bảo, Tỉnh Bách Nhiên, Vương Tổ Lam, Trương Tấn, Vương Lạc Đan, Lương Gia Huy và Dương Dĩnh. Phim được khởi quay tại Ô Trấn, Chiết Giang, bấm máy từ ngày 20 tháng 8 năm 2013 và đóng máy sau bốn tháng ghi hình.
Bộ phim chính thức khởi chiếu tại Trung Quốc từ ngày 21 tháng 11 năm 2014, tại Hồng Kông và Đài Loan từ ngày 27 tháng 11 và tại Việt Nam từ ngày 5 tháng 12 cùng năm.  Bộ phim không chỉ được đánh giá cao mà còn giành được nhiều giải thưởng cao quý tại giải thưởng điện ảnh Hồng Kông lần thứ 34, trong đó Bành Vu Yến được đề cử ở hạng mục Nam diễn viên chính xuất sắc nhất.

## Nội dung
Lấy bối cảnh ở Quảng Châu, Trung Quốc vào năm 1868 dưới triều đại nhà Thanh, tại đây có hai băng đảng xã hội đen là Hắc Hổ và Bắc Hải luôn trong tình trạng đối đầu với nhau để tranh giành bến cảng. Lôi Công là thủ lĩnh của băng đảng Hắc Hổ, ông có ba người con trai nuôi là Bắc Sát, Hắc Nha và Lão Xà. Hoàng Phi Hồng, một chàng trai dũng cảm và tinh thông võ nghệ, xin gia nhập băng đảng Hắc Hổ. Anh đã chặt đầu thủ lĩnh băng đảng Bắc Hải mang về nộp cho Lôi Công, sau đó được ông nhận làm con trai nuôi thứ tư. Người con trai của thủ lĩnh băng đảng Bắc Hải là Ngũ Long quyết thề sẽ trả thù cho cha mình. Trong khi đó, Xích Hỏa và A Xuân tập hợp những thanh niên mồ côi, được gọi là Cô nhi bang, quyết tâm lật đổ băng đảng Hắc Hổ.
Trong quá khứ, Phi Hồng và Xích Hỏa đều là bạn thân từ nhỏ. Khi Hoàng Kỳ Anh – cha của Phi Hồng – chết trong một trận hỏa hoạn, Phi Hồng và Xích Hỏa được một vị hòa thượng đưa lên núi truyền dạy võ nghệ và nuôi đến khôn lớn. Khi xuống núi, đôi bạn quyết định giúp người dân ở bến cảng thoát khỏi sự cai trị tàn bạo của bọn xã hội đen. Phi Hồng gia nhập băng đảng Hắc Hổ để làm nội gián, còn Xích Hỏa sẽ hỗ trợ từ bên ngoài.
Băng đảng Hắc Hổ có một kho bạc nằm ở một khu vực bí mật, để mở cửa thì cần phải có chìa khóa vàng và chìa khóa bạc, đang được giữ bởi Lão Xà và Hắc Nha. Cô nhi bang phục kích Lão Xà và giết chết hắn, sao chép chìa khóa vàng của hắn. Phi Hồng đưa bản sao của chiếc chìa khóa vàng cho Hắc Nha, lừa hắn dẫn anh đến kho bạc, nhờ vậy anh mới có thể vẽ bản đồ vị trí kho bạc đưa cho Cô nhi bang. Ngũ Long tìm đến Phi Hồng và Lôi Công để trả thù, nhưng anh ta đã bị giết sau cuộc giao chiến. Trong khi đó, Cô nhi bang giết Hắc Nha, lấy được cả hai chìa khóa rồi đến kho bạc, chia số bạc cho người dân. Xích Hỏa tẩu thoát không kịp và bị bọn xã hội đen bắt. Trong lúc bị tra khảo, Xích Hỏa đã nhanh chóng tự sát, khiến cho Phi Hồng đau khổ vì mất một người bạn chí cốt của mình. Lôi Công cho đặt xác Xích Hỏa ra đường, chờ đợi phục kích Cô nhi bang nếu họ đến mang cái xác đi. Phi Hồng đã báo động cho những người bạn bằng cách nhờ một ông già mù gần đó kể chuyện "Thập diện mai phục".
Tâm Lan – cô gái thanh lâu có tên lúc nhỏ là Tiểu Hoa – là người có tình cảm với Phi Hồng và cũng tham gia lật đổ xã hội đen. Cô có ý định quyến rũ Bắc Sát để ám sát hắn, song cô đã thất bại và bị hắn nhấn nước đến chết, sau đó Bắc Sát cũng bị A Xuân giết chết. Cô nhi bang giải thoát cho 300 công nhân bị băng đảng Hắc Hổ giam giữ và sắp bị bán qua phương Tây làm nô lệ. Đoàn người của Phi Hồng kéo đến kho hàng của băng đảng Hắc Hổ. Để tránh gây thương vong cho mọi người, Phi Hồng đề nghị giao đấu riêng lẻ với Lôi Công, sau đó hai người giao chiến với nhau trong kho hàng đang bốc cháy. Sau một hồi đấu tranh, Lôi Công chấp nhận chết trong ngọn lửa chứ không để Phi Hồng cứu mình. Với việc thủ lĩnh đã chết, băng đảng Hắc Hổ chính thức tan rã, và người dân được trở lại với cuộc sống yên bình.

## Diễn viên
- Bành Vu Yến trong vai Hoàng Phi Hồng
- Hồng Kim Bảo trong vai Lôi Công
- Tỉnh Bách Nhiên trong vai Xích Hỏa
- Vương Tổ Lam trong vai Nha Sát Tô
- Trương Tấn trong vai Ngũ Long
- Vương Lạc Đan trong vai A Xuân
- Lương Gia Huy trong vai Hoàng Kỳ Anh
- Dương Dĩnh trong vai Tiểu Hoa/Tâm Lan